# Тушинский машиностроительный завод
«Ту́шинский машинострои́тельный заво́д» — бывшее российское предприятие авиакосмической промышленности. 
Предприятие было основано в 1932 году с целью освоения новейших образцов авиационной промышленности (самолёт «Сталь-2»). 
С 1936 года — Государственный союзный завод № 82 Наркомтяжпрома.

## История
21 октября 1940 года был издан приказ НКВД СССР «О строительстве второй очереди завода № 82».
В разное время на заводе выпускалась как продукция военного назначения — фронтовые истребители «Як-7», «Як-9», так и гражданская продукция — троллейбусы, трамваи, автобусы. 

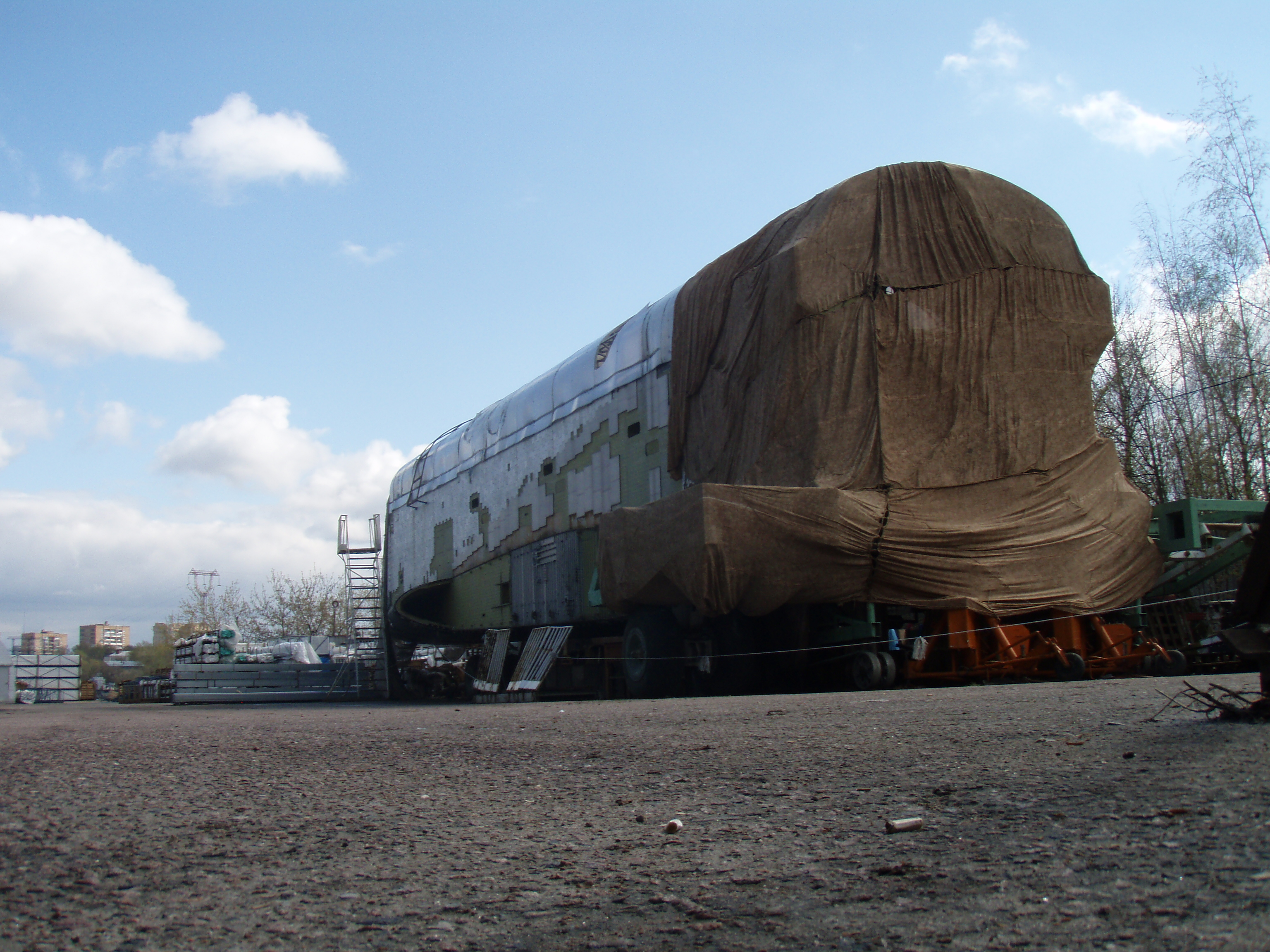
Космический корабль «Буран» 2.01 в 2008 году на причале Химкинского водохранилища

В 1980—1990-х гг. (до 1993 года) на предприятии осуществлялось строительство пилотируемых орбитальных кораблей многоразового использования «Буран».
В начале 1990-х годов завод участвовал в проекте строительства Калмыцкой ВЭС, поставив три ветроустановки мощностью 1 МВт (единственные ветроустановки подобной мощности, произведённые в России).
Один из последних контрактов — поставка оборудования для строительства Адыгейской ГЭС в 2008—2009 годах.
На заводе в советское время работало 28 тысяч человек, в начале 2000-х годов — порядка 3500 человек, на 2012 год числились 1500 человек.
Арбитражный суд Москвы 24 июня 2013 года признал компанию банкротом, были начало конкурсное производство и распродажа имущества.

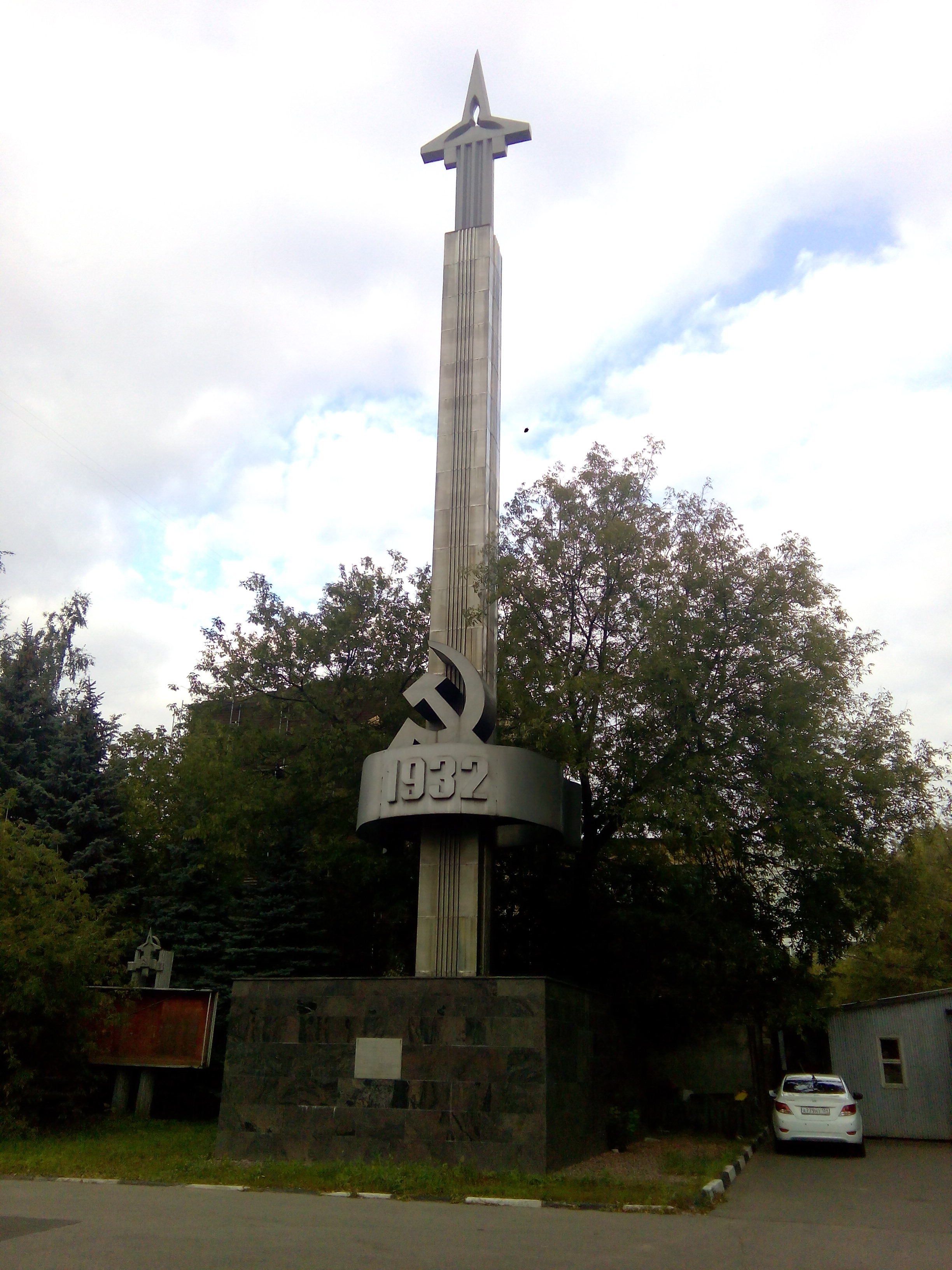
Стела на территории завода

На 2013 год численность сотрудников составляла 860 человек; по информации конкурсного управляющего, по состоянию на 2013 год численность сотрудников предприятия составляла 886 человек, при этом за время банкротства в 2013—2015 годах с предприятия было уволено 706 работников. После организованной процедуры банкротства завода в 2013—2015 годах в штате осталось не более 150 человек.

## Происшествия
10 декабря 2015 года в складском здании завода случился пожар. По сообщению МЧС России, площадь возгорания превысила 15 тыс. м2. В результате пожара полностью выгорело и обрушилось складское помещение, где хранились ёмкости с машинным маслом. Ни одно соседнее здание и действующие цеха не пострадали.